# Dendrobium acerosum
Dendrobium acerosum är en orkidéart som beskrevs av John Lindley. Dendrobium acerosum ingår i släktet Dendrobium, och familjen orkidéer. Inga underarter finns listade i Catalogue of Life.